# Le Samyn 2023
La 55.ª edición de la competición ciclista Le Samyn 2022 fue una carrera ciclista disputada el 28 de febrero de 2023 en Bélgica, sobre un recorrido de 209 km con inicio en la localidad de Quaregnon y final en Dour.

## Equipos participantes
Tomaron parte en la carrera 20 equipos: 7 de categoría UCI WorldTeam, 7 de categoría UCI ProTeam y 6 de categoría Continental. Formaron así un pelotón de 145 ciclistas de los que acabaron 72. Los equipos participantes fueron:
| WorldTeams (7)- Soudal Quick-Step - Alpecin-Deceuninck - Intermarché-Circus-Wanty - AG2R Citroën Team - Arkéa-Samsic - Team DSM - Trek-Segafredo ProTeams (7)- Bingoal WB - Team Flanders-Baloise - Lotto Dstny - Human Powered Health - Israel-Premier Tech - Q36.5 Pro Cycling Team - Uno-X Pro Cycling Team Equipos continentales (6)- Matériel-vélo.com - Tarteletto-Isorex - Go Sport-Roubaix Lille Métropole - Leopard TOGT Pro Cycling - AT85 Pro Cycling - XSpeed United Continental |
| |

## Clasificación final
- La clasificación finalizó de la siguiente forma:[3]

| \| Clasificación general \| Clasificación general \| Clasificación general \| Clasificación general \| Clasificación general \| \| Ciclista \| Ciclista \| Equipo \| Tiempo \| \| \| --------------------- \| --------------------- \| ------------------------ \| --------------------- \| --------------------- \| \| 1.º \| Milan Menten \| Lotto Dstny \| 4 h 49 min 28 s \| \| \| 2.º \| Hugo Hofstetter \| Arkéa-Samsic \| + 0 s \| \| \| 3.º \| Edward Theuns \| Trek-Segafredo \| + 0 s \| \| \| 4.º \| Alberto Dainese \| Team DSM \| + 0 s \| \| \| 5.º \| Luca Mozzato \| Arkéa-Samsic \| + 0 s \| \| \| 6.º \| Søren Kragh Andersen \| Alpecin-Deceuninck \| + 0 s \| \| \| 7.º \| Pierre Gautherat \| AG2R Citroën Team \| + 0 s \| \| \| 8.º \| Mike Teunissen \| Intermarché-Circus-Wanty \| + 0 s \| \| \| 9.º \| Vito Braet \| Team Flanders-Baloise \| + 0 s \| \| \| 10.º \| Andreas Stokbro \| Leopard TOGT Pro Cycling \| + 0 s \| \| |                      |                          |                 |
| |                      |                          |                 |
| Fuente: ProCyclingStats |                      |                          |                 |
| Clasificación general |                      |                          |                 |
| Ciclista | Ciclista             | Equipo                   | Tiempo          |
| 1.º | Milan Menten         | Lotto Dstny              | 4 h 49 min 28 s |
| 2.º | Hugo Hofstetter      | Arkéa-Samsic             | + 0 s           |
| 3.º | Edward Theuns        | Trek-Segafredo           | + 0 s           |
| 4.º | Alberto Dainese      | Team DSM                 | + 0 s           |
| 5.º | Luca Mozzato         | Arkéa-Samsic             | + 0 s           |
| 6.º | Søren Kragh Andersen | Alpecin-Deceuninck       | + 0 s           |
| 7.º | Pierre Gautherat     | AG2R Citroën Team        | + 0 s           |
| 8.º | Mike Teunissen       | Intermarché-Circus-Wanty | + 0 s           |
| 9.º | Vito Braet           | Team Flanders-Baloise    | + 0 s           |
| 10.º | Andreas Stokbro      | Leopard TOGT Pro Cycling | + 0 s           |

## UCI World Ranking
Le Samyn otorgó puntos para el UCI World Ranking para corredores de los equipos en las categorías UCI WorldTeam, UCI ProTeam y Continental. Las siguientes tablas son el baremo de puntuación y los diez corredores que obtuvieron más puntos:
| Posición   | 1.º | 2.º | 3.º | 4.º | 5.º | 6.º | 7.º | 8.º | 9.º | 10.º | 11.º | 12.º | 13.º-15.º | 16.º-25.º |
| Puntuación | 125 | 85  | 70  | 60  | 50  | 40  | 35  | 30  | 25  | 20   | 15   | 10   | 5         | 3         |

| Clasificación |                      |                          |        |
| Posición      | Ciclista             | Equipo                   | Puntos |
| ------------- | -------------------- | ------------------------ | ------ |
| 1.º           | Milan Menten         | Lotto Dstny              | 125    |
| 2.º           | Hugo Hofstetter      | Arkéa Samsic             | 85     |
| 3.º           | Edward Theuns        | Trek-Segafredo           | 70     |
| 4.º           | Alberto Dainese      | DSM                      | 60     |
| 5.º           | Luca Mozzato         | Arkéa Samsic             | 50     |
| 6.º           | Søren Kragh Andersen | Alpecin-Deceuninck       | 40     |
| 7.º           | Pierre Gautherat     | AG2R Citroën             | 35     |
| 8.º           | Mike Teunissen       | Intermarché-Circus-Wanty | 30     |
| 9.º           | Vito Braet           | Flanders-Baloise         | 25     |
| 10.º          | Andreas Stokbro      | Leopard TOGT             | 20     |